# Gareth David-Lloyd
Gareth David-Lloyd, valižanski gledališki in televizijski igralec, * 28. marec 1981, Bettws, Newport, Wales, Združeno kraljestvo
Najbolj znan je po svoji vlogi Ianta Jonesa v britanski znanstvenofantastični televizijski seriji Torchwood. Poleg nastopanja trenutno študira filozofijo in psihologijo na Open University.

## Življenje in delo
Prve igralske korake je Gareth naredil v vlogi robota v osnovnošolski predstavi. V najstniških letih se je pridružil gledališki skupini Gwent Young People's Theatre v mestecu Abergavenny v Walesu, kjer je na oderskih deskah odigral like iz gledaliških iger Macbeth, The Threepenny Opera in Henrik V., v katerem je imel glavno vlogo.
Med študijem na šoli Coleg Gwent v Crosskeysu se je pojavil v mnogih postavitvah iger v gledališčih Dolman Theatre v Newportu ter Sherman Theatre v Cardiffu. Urjenje svojih igralskih veščin je nadaljeval v londonskem National Youth Theatre. Uspešno se je prebil tudi na televizijske ekrane z vlogami v nanizankah Absolute Power, Casualty, The Bill ter Rosemary & Tyhme. Za svoju prvo redno televizijsko vlogo v Torchwoodu se je Gareth vrnil v rodni Wales.

## Filmografija
| Naslov           | Leto      | Lik               |
| ---------------- | --------- | ----------------- |
| Torchwood        | 2006–2009 | Ianto Jones       |
| Doctor Who       | 2008      | Ianto Jones       |
| The Bill         | 2005      | Carl Pritchard    |
| Beethoven        | 2005      | starejši Karl     |
| Mine All Mine    | 2004      | Yanto Jones [sic] |
| Rosemary & Thyme | 2004      | Zack Seamore      |
| Casualty         | 2003      | Darrell Kemner    |
| Absolute Power   | 2003      | Terry Pine        |

## Glasbena skupinaBlue Gillespie
Gareth sodeluje tudi v heavy blues / hard rock skupini pod imenom Blue Gillespie (prej znana kot A Breath of Blue Fire), in sicer kot glavni pevec skupine. Blue Gillespie je 20. aprila 2008 sodelovala na festivalu glasbenih in drugih umetnosti »Sex, Wales, and Anarchy«. Njihov prvi EP Cave Country je bil izdan decembra 2008.